# 西黃寺
西黄寺是位于北京市朝阳区安贞街道黄寺大街的一座藏传佛教格鲁派寺院，寺中的清净化城塔是北京现存四大金刚宝座式塔之一（其他三座分别为碧云寺塔、真觉寺塔、玉泉山妙高塔）。
如今的西黄寺只是原来西黄寺建筑群中的清净化城塔院，塔院的山门开在黄寺大街11号。现为中国藏语系高级佛学院所在地，现任班禅喇嘛常居地，由中共中央统战部管理；同时作为西黄寺博物馆对公众开放。

## 历史

### 兴建
清朝顺治八年（1651年），清朝顺治帝派大臣赴西藏敦请藏传佛教格鲁派（俗称“黄教”）首领五世达赖赴北京会晤。随后，顺治帝下令在东黄寺旁边兴建西黄寺。光绪朝《顺天府志》载，“顺治九年，以逹赖喇嘛综理黄教肇建兹寺。”所以该寺又称“逹赖喇嘛庙”、“逹赖庙”。该寺是在辽金时期创建的佛教寺院“彙宗梵宇”的原有基址上修建起来，为“诏仿西藏布达拉式建此”，寺内还建有“达赖楼”。也有史料称，该寺原是清朝为迎请四世班禅而建，但四世班禅因年事已高而无法赴北京，清朝遂请五世达赖赴北京，该寺也就用于接待五世达赖了。
顺治九年三月初七日（1652年），五世达赖启程进京。途中，顺治帝多次派亲王及内务府大臣前往迎接五世达赖，并亲赐“金顶黄轿，黄伞幡幢”。顺治九年十二月十六日，五世达赖抵达北京，顺治帝“以畋猎名义，出南苑与达赖为路遇”，迎请五世达赖居东黄寺。一天之后，顺治九年十二月十七日，五世达赖移居西黄寺。五世达赖在北京居住了五个月，后经内蒙古代噶（今凉城县岱海）返回西藏。此后，历世达赖经常遣使到北京朝贡，使者照例均居住在西黄寺内。
雍正元年（1723年），喀尔喀哲布尊丹巴呼图克图及蒙古王公造佛像、宝塔、藏经，送寺供奉，西黄寺修葺一新。乾隆三十六年（1771年），经章嘉呼图克图牒理藩院大臣，西黄寺获得朝廷重修。乾隆四十五年（1780年），乾隆帝御题山门额曰：“彙宗梵宇”。
《钦定日下旧闻考·卷一百七·郊垧北一》载：
增：东黄寺西为西黄寺。（《五城寺院册》）臣等谨按：西黄寺与东黄寺接连，雍正元年建，乾隆三十六年重修。殿前恭悬御书额曰：“觉海慈云”。四十五年御题山门额曰：“彙宗梵宇”。大殿柱联曰：“馥郁香台辉慧日，庄严宝界拥祥云”。都纲殿额曰：“妙缘具足”，联曰：“三乗普满仁慈愿，十地常凝福德云”，楼上额曰：“法云普遍”，联曰：“金界拥祥辉齐瞻七宝，香林滋法雨溥润万方”，楼后层额曰：“慧灯朗照”，联曰：“福地涌华严妙参功德，浄因开舍卫境现清凉”。寺内碑亭二，东亭恭勒世宗宪皇帝御制碑文，西亭恭勒皇上御制碑文。

增：世宗宪皇帝御制碑文：雍正元年正月，喀尔喀哲卜尊丹巴瑚土克图四十九旗、札萨克七旗、喀尔喀厄鲁特众札萨克汗、王、贝勒、贝子、公、额驸、札萨克、台吉、塔布囊等合词奏言：“臣等荷圣祖仁皇帝教诲，养育如天，覆焘之恩，历六十二年，殊域穷荒，溥徧周浃，以子以孙，世世蒙赖，无所申其报効，区区之忱不能自己。臣等同心一力，合赀凡四万三千两，造三世诸佛像、八座塔番藏经。京城北郭外有原为逹赖喇嘛修盖之黄寺，请以赢财葺而理之，丹青黝垩焕然以新，供佛像宝塔藏经于兹寺，臣等感激攀慕之情，庶尽涓埃。”朕惟皇考圣祖仁皇帝以天下为一家，以万国为一体，深仁厚泽，所以嘉恵藩服者，沦入于肌肤骨髓而不可忘也。诸藩王等词语恳切，具见诚悃，遂允所请，命亲王大臣往董厥役，工既告竣，勒文丰碑以扬皇考功德之隆，以表藩服忠爱之笃，用昭垂于久远，自今以始，尔诸藩王等其益修乃政事，抚乃臣庶，睦乃邻封，俾民物蕃滋，疆宇宁泰，恭顺述职，永享我朝太平之福，斯则皇考陟降之灵，日鉴在兹，尔诸藩王等其敬念之无斁焉，是为记。
增：《御制重修黄寺碑文》：象教由西竺入东土，中间流衍侵寻，论其书则译不如梵，论其人则缁不如黄，此在能仁普焘有平等施无分别相，而揆诸国家善世开化之大经，则必有数典不忘其朔者，然后可以柔远人而惇本俗。洪惟世祖章皇帝定鼎自燕，荒徼景附，逹赖喇嘛在国初导诸藩倾心归命，其功最巨，至顺治九年来朝京师，特颁册印，综理黄教，并肇建斯寺，俾为驻锡之所。嗣是逹赖喇嘛、班禅额尔德尼间岁奉贡，遣使咸馆寺中，而蒙古喀尔喀各部之以番觐至者，靡不识所向方和南皈仰，夫既文厘政典，而事着藩条矣。皇祖圣祖仁皇帝久道绥怀，时加缮治。皇考世宗宪皇帝雍正元年，哲卜尊丹巴瑚土克图暨札萨克王公台吉等合辞恳铸佛像宝塔，送寺供奉，寺宇亦轮奂一新，距今垂五十载。乃乾隆己丑冬，章嘉国师牒理藩院大臣上言：“黄寺东西二区，同垣异构，土人号曰双黄寺，蔚为北垧名刹。兹东寺已经增葺，而西寺尚以岁渝寖就，陊剥观瞻，曷副矧比，岁庚寅辛邜迭逢国庆骈臻，中外延喜，纯纯常常，越在蕃封，方树领翘趾思得聆潮呗，效嵩呼，胥于是焉在。愿前期诹吉庀材，用答舆望。”爰俞其请，下所司支内帑金往董厥役，物备工良，所在闳垲完致，以今年仲夏庚戌日北至用告蒇成。朕因跸旋道近，莅而落之，纪事诗所云敬识当时具深意联情因抚远方人者是也。即日恭奉懿旨，饬尚方肃瓣香，陈伊蒲供，以展诚敬，都人皆举首加额衢颂交属曰：圣母皇太后以大慈仁广大庇佑，以大福德成大胜因，圣心与佛心无二无别，即圣寿与佛寿亦无二无别。或进而推明夫所以，又称曰：崇祖制也，绵慈禧也，安列服也，阐宗乘也，而修寺之缘起讵复有逾乎此哉，遂摭其实以掲于碑。

### 增建清净化城塔院

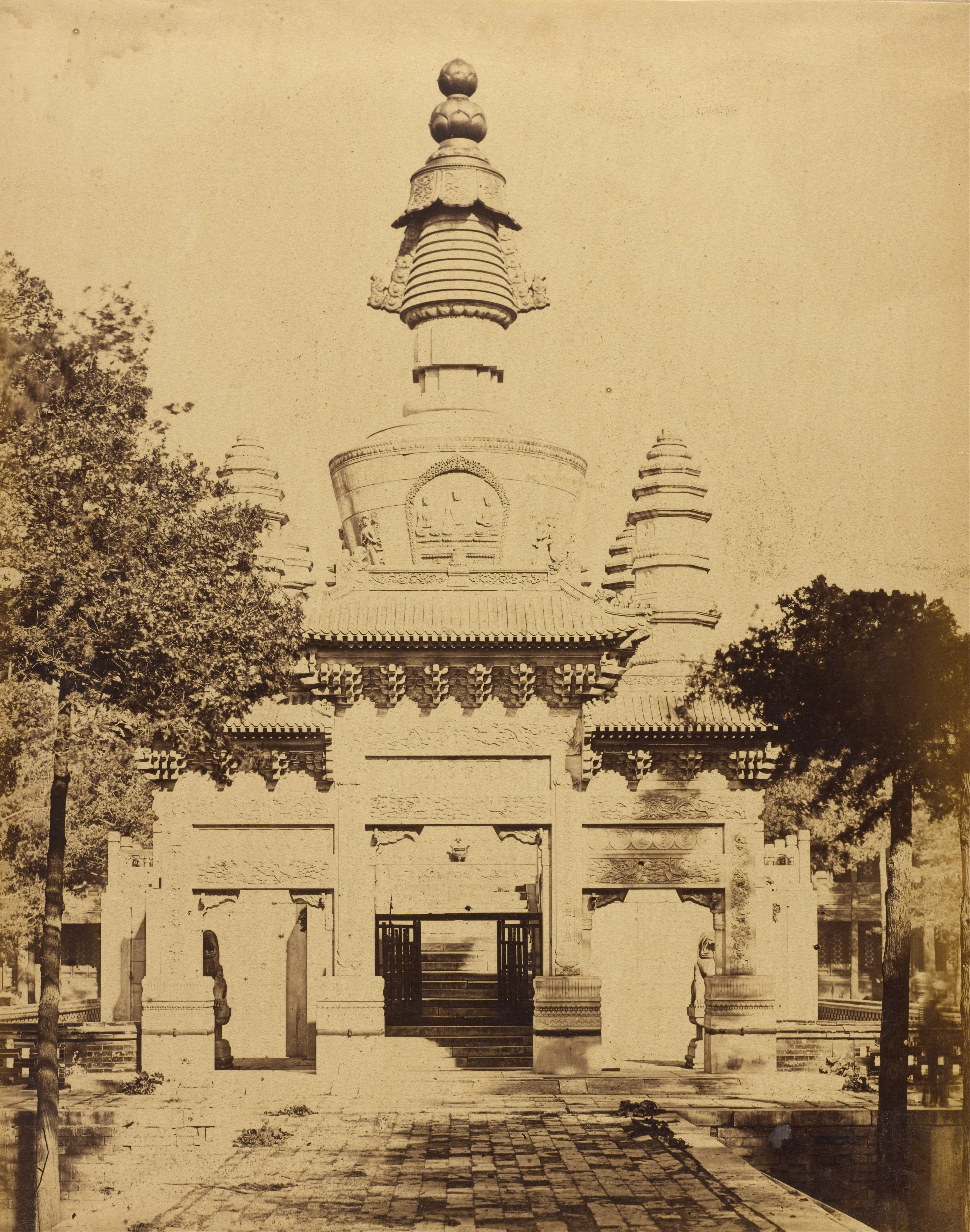
Felice Beato于1860年拍摄的清净化城塔

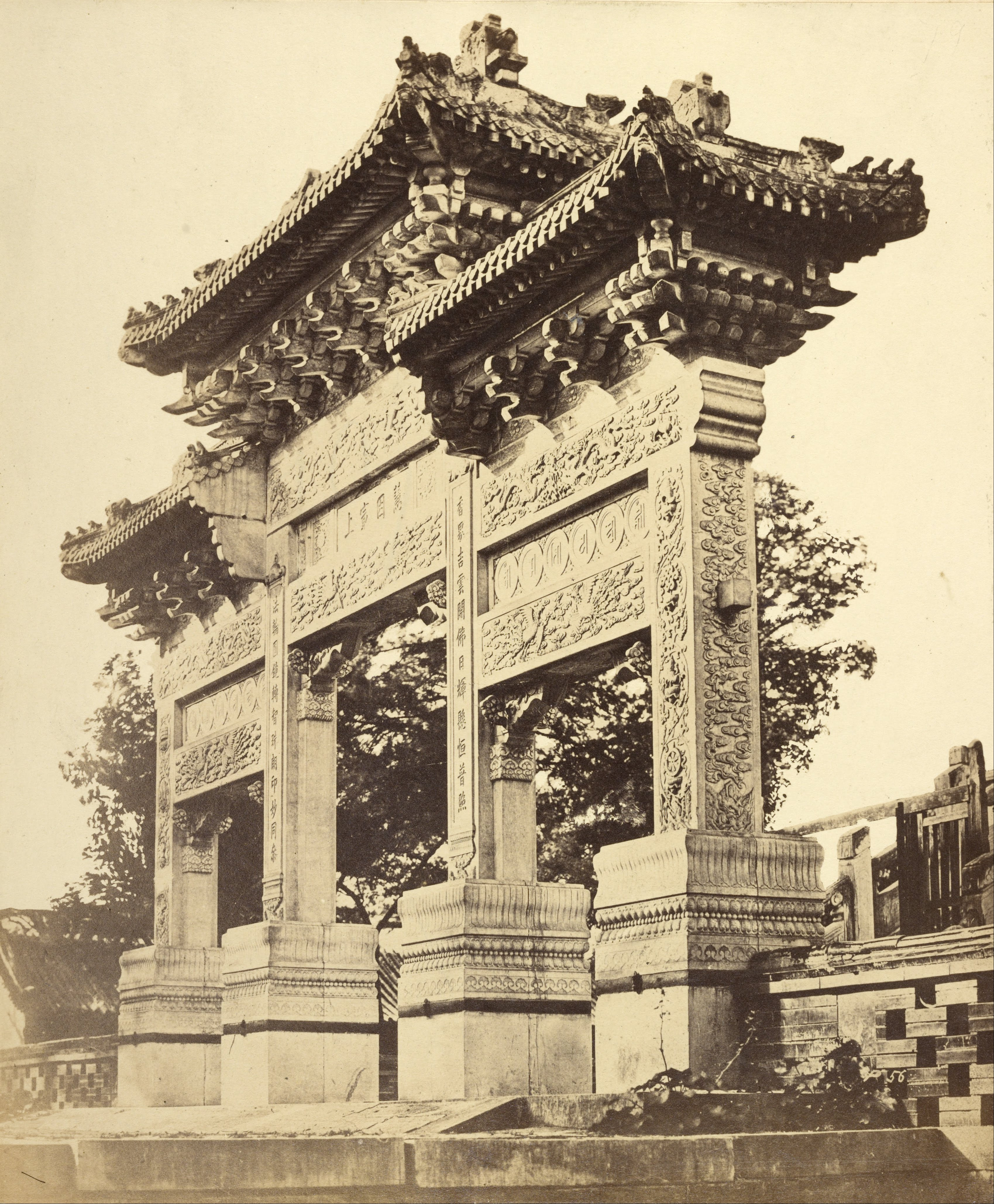
清净化城塔石牌坊，Felice Beato摄于1860年

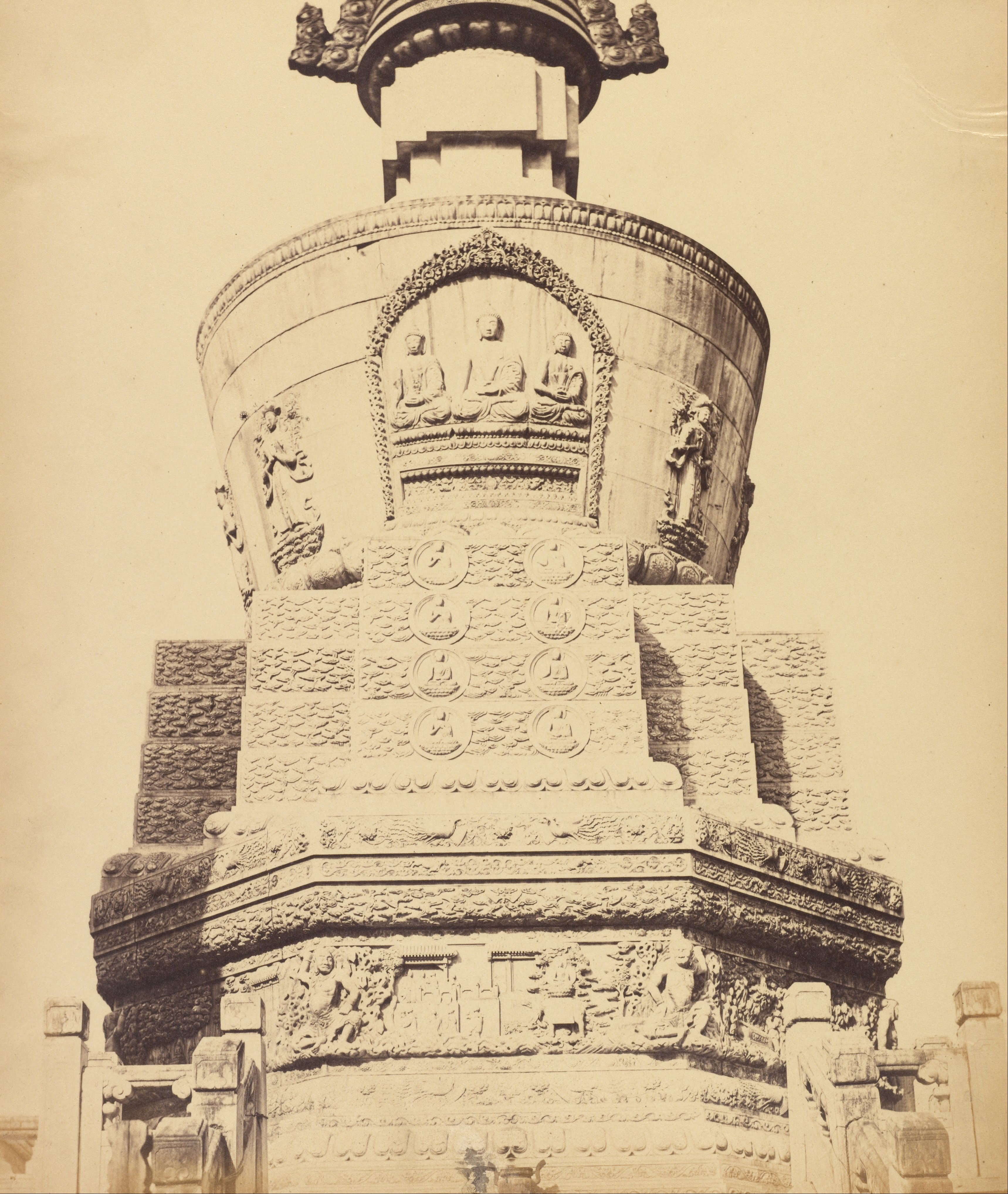
清净化城塔主塔，Felice Beato摄于1860年

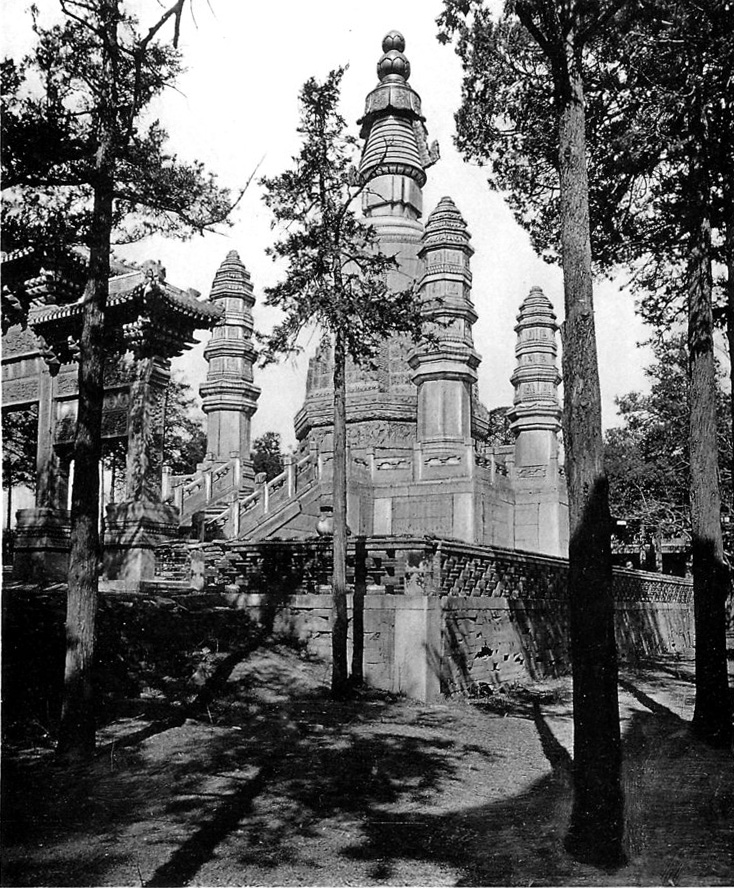
清淨化城塔，1901年

乾隆四十五年八月十三日（1780年），是乾隆帝七十寿辰。在此之前，乾隆帝邀请六世班禅赴北京。六世班禅于乾隆四十四年六月自后藏日喀则扎什伦布寺启程。途中，乾隆帝特派皇太子以及章嘉呼图克图、散秩大臣携乾隆帝御用朝珠、鞍马沿途宴劳及赏赉六世班禅。乾隆四十五年七月十二日，六世班禅抵达热河避暑山庄，参加乾隆帝庆寿活动。乾隆帝在热河隆重接待了六世班禅，并在热河兴建了须弥福寿之庙，供六世班禅居住以及其弟子罗布藏敦朱布宣阐正教。乾隆四十五年九月，乾隆帝庆寿活动结束后，乾隆帝邀请六世班禅一同赴北京。六世班禅到北京后，起先驻锡西黄寺，西黄寺为迎接六世班禅到来而特意新建了一座牌坊。六世班禅在北京，共有三处驻地，除了西黄寺之外，还有南苑德寿寺及香山宗镜大昭之庙，其中西黄寺用于六世班禅冬季居住，德寿寺及宗镜大昭之庙用于夏秋季节居住。乾隆帝自热河回到北京之后，先后在德寿寺及宗镜大昭之庙会见六世班禅，后来又在紫禁城保和殿宴请并赏赐六世班禅。六世班禅在北京期间，平时居住在西黄寺的达赖楼，在寺内讲经说法。
乾隆四十五年十月二十九日，六世班禅因患天花而发高烧。乾隆帝闻知，随即派御医进行诊治，并亲自赴西黄寺探视六世班禅。乾隆四十五年十一月初二日，六世班禅在西黄寺圆寂（清净化城塔塔记，藏文写作“阴铁鼠年孟冬月”，终年49岁）。乾隆帝闻讯后，“为之辍朝一日，敕命亲王致祭，并令近畿各寺喇嘛，唪经四十九天。”乾隆帝在敕谕中称，“班禅笃诚远来，并未能平安回藏，朕心实为悼惜。”六世班禅圆寂之后，在西黄寺为其祭祀百日，唪经超度。乾隆帝还向六世班禅的两个兄弟分别赐以诺门汗、札萨克等封号及职衔。乾隆四十六年二月十三日，班禅舍利金龛柩从北京启运回西藏，当天乾隆帝亲自赴西黄寺拈香祭送，并命理藩院尚书博清额等人陪送灵榇至扎什伦布寺。
乾隆四十七年（1782年），“诏命于寺之西偏建清净化城塔院”，“藏经咒衣履”以资纪念。这就是说，乾隆帝下诏在原来的西黄寺建筑群（即“逹赖庙”）以西，新建清净化城塔院，其中的清净化城塔（俗称“班禅塔”）是班禅額爾德尼六世的衣冠塔。乾隆四十七年，乾隆帝还写下了《清净化城塔记》。自此，西黄寺形成了“逹赖庙”、“清净化城塔院”东西并峙的格局。

### 清末风云
咸丰十年（1860年），英法联军侵占北京，东黄寺、西黄寺遭到破坏，建筑受损严重。光绪二十六年（1900年），八国联军攻占北京，东黄寺遭劫。
光绪二十一年（1895年），十三世达赖亲政。光绪二十九年（1903年），英国派兵占领后藏岗巴宗，随后以荣赫鹏（Francis E.Younghusband）为正帅，率军侵入亚东、帕里一线，占领西藏领土，屠杀当地藏民。第二次英藏战争由此爆发。当时，以十三世达赖为首的西藏噶厦同清朝驻藏大臣有泰间关系紧张。达赖力主抗击英军，并请清廷调集中国内地军队，资助军饷。而新到任的驻藏大臣有泰反对西藏军民抗英，拒绝达赖所提的援助要求，斥达赖“执拗无理，胆大妄为”，并在藏军与英军作战时釜底抽薪，导致藏军大败，以迫使藏人同英军媾和。1904年7月，英军渡曲水到达拉萨城下，十三世达赖未通知驻藏大臣有泰便被迫出逃，同年11月到达外蒙古库伦，受到清朝库伦办事大臣德麟、外蒙古哲布尊丹巴呼图克图以及当地僧俗欢迎。其间，清廷听信驻藏大臣有泰参奏，革去十三世达赖的名号。但清廷仍密切关注达赖的动向，防止其投靠俄国，并派西宁办事大臣延祉前往迎护并带去光绪帝和慈禧太后赏赐的众多礼品。
抵达库伦后，十三世达赖随即通过西宁办事大臣延祉向清朝皇帝呈递奏折，并派哲蚌寺巴登活佛以及库伦索本、库伦洛桑旦增等随延祉赴北京直接呈报西藏形势。光绪三十二年五月下旬，达赖依清廷安排，自库伦启程，经甘州，以讲经拜寺之名义，于同年秋抵青海塔尔寺。达赖自库伦启程后，清廷恢复了其名号。
本来按清廷安排，十三世达赖应自青海回西藏。但因中英两国正在就修改《拉萨条约》谈判，英国反对并阻止十三世达赖回西藏。清廷派赴印度谈判的张荫棠也认为达赖此时回西藏不利于在西藏“整顿藏务筹施新政”。清廷于是有召达赖入觐之议。此时，九世班禅向张荫棠提出“赴京陛见”之请，西藏噶厦及三大寺僧众遂要求达赖先于班禅入京陛见。张荫棠为西藏噶厦代奏时，建议清廷同意达赖、班禅入京陛见。清廷于光绪三十三年冬降旨，先邀十三世达赖赴五台山朝佛，并暂住五台山休养，随后再由五台山经直隶入京觐见。对九世班禅，清廷另外降旨：“俟藏务大定后，再来陛见。”
光绪三十三年十一月二十七日，十三世达赖自青海塔尔寺启程赴五台山，光绪三十四年二月中旬抵达五台山。清廷原准备让十三世达赖到北京后驻锡东黄寺，后虑及西黄寺曾接待五世达赖、六世班禅，故又改为西黄寺，由内务府会同理藩部勘测西黄寺房屋，两次施工，共修葺、添盖住房238间，还对北京其他佛寺开展修缮。
光绪三十四年六月二十一日传旨内阁，召十三世达赖入京陛见。光绪三十四年七月，钦奉电旨：“达赖来京，准其由龙泉关抵定州，改乘火车北上。著该抚会商直隶总督妥为照料。”光绪三十四年八月二十七日，达赖自五台山启程，九月初四日（1908年9月24日）抵达北京，军机大臣那桐率理藩部堂官、内务府大臣、步军统领、顺天府府尹、青海东科尔呼图克图暨在京佛寺的扎萨克喇嘛等人在火车站迎接十三世达赖，民政部还派出巡警队和乐队迎接。十三世达赖下火车后，乘轿赴西黄寺敏珠勒呼图克图佛仓下榻，沿途有巡警队护送。十三世达赖抵达西黄寺时，黄寺大门口聚集近千名僧人和百姓列队欢迎，陆军部指派营队驻寺内守护。
达赖到北京当天，光绪帝即厚赏达赖。光绪帝钦派理藩部侍郎达寿、外务部右丞张荫棠负责料理达赖在京一切事宜。达赖在京期间，经常前往黄寺照料或住班的还有甘肃候补知府裕端，理藩部掌印员外郎文哲珲、帮印员外郎吉章、扎拉芬、特苏慎等人。《内厅侦察达赖报告》载，达赖此次进京带的随员堪布、兵役共260人，其中近身扎萨克喇嘛、大小堪布共16员，包括大堪布（含扎萨克喇嘛）4员、小堪布12员，其名字依次为：扎萨克喇嘛：罗桑谢珠；堪布：罗桑讲臣、桑皆挪布、罗桑吾色、罗桑南珠、见赞错臣、堆瓦罗丹、罗桑旦增、见巴该列、罗桑加措、贝巴图旺、罗桑扎喜、旦增披皆、罗桑开交、罗桑乌珠、阿旺却扎。俄国籍蒙古人德尔智也随达赖进京。
光绪三十四年九月二十日，达赖自黄寺抵达颐和园仁寿殿，光绪帝及慈禧太后陛见。这是达赖首次觐见。此前，九月十四日，达赖在黄寺与随行堪布喇嘛先期演礼，参加演礼者还有“钦派王大臣、那王、棍贝子等，理藩部、内务府、外务部等衙门各堂官皆带同司员，来黄寺照料”。
十月初三日至初五日，达赖曾在雍和宫驻锡。其间，十月初四日，达赖“由雍和宫起行，前往白塔寺、嵩祝寺、福佑寺、玛哈嘎拉庙等庙拈香”。
光绪三十四年十月初六日，光绪帝在中南海紫光阁宴请逹赖喇嘛一行。这是达赖第二次觐见。应邀参加者包括青海东科尔呼图克图、扎萨克喇嘛、堪布喇嘛、达赖近身的大小堪布16员，另有驻京的蒙古王、贝勒、贝子、公、台吉、塔布囊等等。此前，十月初三日，达赖“遣堪布等十四员带兵役十二名，前往紫光阁恭代演习筵宴礼节”。
席间十三世达赖向光绪帝面陈藏事称，“为了西藏的政教和臣民，应帮助西藏进行抵抗外道国家的侵犯，保全西藏。显密二宗教律，为满、汉、蒙、藏四族人民所信奉，保教即安民护国，此为历代大皇帝所奉行不移之大政。请皇帝和皇太后仍旧贯彻前辈皇帝之仁政。”达赖还向光绪帝提出，西藏凡事通过驻藏大臣每每误事，今后西藏凡遇大事，可否由达赖直接自行具奏，也可由驻藏大臣和西藏噶厦会衔具奏。但光绪帝未当面回应。
达赖在北京期间，恰逢慈禧太后生日。达赖请求亲自呈进寿礼，以表对慈禧太后的祝福。九月三十日军机大臣面奉谕旨：“逹赖喇嘛著准于十月初九日在勤政殿呈进贡物。”十月初九日，十三世达赖在中南海勤政殿向慈禧太后呈递万寿贡物。十月初十日是慈禧太后万寿正日，达赖亲自率领徒众为慈禧太后祝寿，在中南海景福门外另班行礼。当天，慈禧太后谕内阁：“逹赖喇嘛上月来京陛见，本日率徒祝嘏，备抒悃忱，殊堪嘉尚，允宜特加封号，以昭优异。逹赖喇嘛业经循照从前旧制封为‘西天大善自在佛’，兹特加封为‘诚顺赞化西天大善自在佛’。其敕封仪节著礼部、理藩部会同速议具奏。并按年赏给廪饩银一万两，由四川藩库分季支发。”但对达赖多次提出的直接上奏的要求，懿旨重申今后“所有事务，依例报明驻藏大臣，随时转奏，恭候定夺”，“并著理藩部传知逹赖喇嘛祗领”。达赖虽获封赏，但对清廷的决定并不满意。
祝寿活动后不久，光绪三十四年十月，光绪帝和慈禧太后先后驾崩。十三世达赖率堪布喇嘛等入内廷叩谒光绪帝和慈禧太后梓宫，并唪经超度，还在雍和宫供设5种供养，对北京28座寺院的僧众发放布施，在西黄寺举行回向法会致祭。十一月初九日，宣统帝即位，十三世达赖呈请朝贺，率徒众行祈祷、赞颂之礼。达赖呈递了“吁恳天恩，敕准奏事”的奏折，但仍无结果，达赖对此深感失望。 
十三世达赖在北京期间，除觐见之外，还在驻锡地西黄寺接待来访的各国使节及政要，并举办各种佛事活动，大批各族佛教徒到西黄寺朝拜。达赖除在黄寺举办“放头”等活动外，还派堪布喇嘛赴北京十多座佛寺放经、放布施。据记载，堪布喇癖去过的寺庙有：护国寺、普胜寺、柏林寺、嵩祝寺、福佑寺、玛哈嘎拉庙（普度寺）、慈度寺、黑寺、隆福寺、新寺、三佛寺等等。此外，还有贤良寺、龙泉寺、观音院、庆华寺、法源寺、广化寺、法华寺、拈花寺等寺庙的僧众，赴黄寺受领达赖布施的银两及僧饷基金。
十一月初十日，十三世达赖奏请离京，获清廷允许。十一月二十八日，十三世达赖自西黄寺启程前往车站，坐火车离开北京，同日抵达保定府的大行辕。次日，十三世达赖又接受清廷致送的慰问品，并接见了自拉萨专程前来迎接他的伦钦强巴·阿旺贝桑一行。
后来，1933年12月17日，十三世达赖在格桑颇章圆寂，西黄寺的僧众还为其集体诵经49日，以昭纪念。

### 民国时期
1923年11月，九世班禅率少数随从自扎什伦布寺出走，北上寻求中华民国政府支持。1925年2月20日，班禅一行抵达北京，受到中华民国政府代表以及西黄寺、东黄寺、雍和宫僧众欢迎。1927年，九世班禅在福佑寺设立“班禅额尔德尼驻平办事处”，九世班禅还组织修葺西黄寺清净化城塔院，工程于1928年竣工。此后，清净化城塔院一直由班禅额尔德尼驻平办事处派人管理。
中华民国时期，东黄寺和西黄寺因年久失修，损毁严重。抗日战争期间，西黄寺遭侵华日军破坏。中华民国时期，西黄寺曾经成为国民党军队的军营及仓库，其间，西黄寺清净化城塔院的慧香阁毁于一次弹药库爆炸。
中华民国时期，西黄寺的逹赖喇嘛庙、清净化城塔院分为两寺，分别运作。其中清净化城塔院当时被称作“西黄寺”。
释妙舟《蒙藏佛教史》载，“逹赖喇嘛庙。即汇宗梵宇，在安定门外。初为辽萧太后宫殿，工程浩繁。雍正元年正月，喀尔喀哲布尊丹巴呼图克图四十九旗、札萨克七旗、喀尔喀厄鲁特众札萨克汗、王、贝勒、贝子、公、札萨克、台吉、他布囊等合辞奏请，合资凡四千三百两，造三世诸佛像，八座塔、番藏经。京城北郭外，有原为逹赖喇嘛备盖之黄寺，请以赢财葺而新之，旨允所请。旋以年久失修，殿宇多圮。现额定喇嘛十八名，常驻寺内。”1940年代，该寺仍为喇嘛庙，开展佛事活动。
释妙舟《蒙藏佛教史》又载，“黄寺。有二：曰东黄寺、曰西黄寺，二寺毗连，均在安定门外镶黄旗教场北，同垣异构，土人称双黄寺。……西黄寺即清净化城，清顺治九年，为综理黄教之第五世逹赖喇嘛建。雍正元年，喀尔喀哲布尊丹巴呼图克图暨札萨克王公台吉等，集资助佛像宝塔，送寺供奉，并请以余资葺而新之。其塔甚高，自远即见。塔顶有护风磨铜，作汾阳盔形，晴日金彩四射。塔身以石筑之，镌班禅额尔德尼事迹始末，极工细。四角各有小塔，镌梵字、蒙古字，下有玉石重栏。乾隆三十六年重修，有世宗、高宗御制碑文，碑立殿前。东西有二碑亭，西碑亭上镌铁树开花，毕现奇观。废历每年正月十三、十五等日，有喇嘛四百名唪诵雨露经道场，跳舞布札送祟之典，俗所谓打鬼者是也。民国十五年之后，因困经费停止。”1940年代，该寺仍为喇嘛庙，开展佛事活动。

### 人民共和国时期
1949年中华人民共和国成立后，西黄寺归北京市人民政府管辖。1952年，北京市人民政府对清净化城塔及清净化城塔院进行了大规模修缮。1954年，十世班禅出席第一届全国人民代表大会期间，亲赴西黄寺朝拜清净化城塔。1958年，东黄寺、西黄寺的逹赖喇嘛庙因破败而被拆除。自此西黄寺建筑仅剩下清净化城塔及清净化城塔院。
1979年，西黄寺被列为北京市文物保护单位。1980年，北京市人民政府对清净化城塔及清净化城塔院进行了全面修缮。1983年，西黄寺被国务院列为汉族地区佛教全国重点寺院。2001年，清净化城塔被定为全国重点文物保护单位。
1987年9月1日，中国藏语系高级佛学院在西黄寺的清净化城塔院正式成立，十世班禅亲自担任第一任院长。每年都有来自西藏、青海、内蒙古等地的活佛及高僧在该院接受高等佛教教育。中国藏语系高级佛学院在塔院的后身还新建了藏式风格的办公教学楼，称“阳光楼”。2004年起，西黄寺每年举办盛大的辩经法会，且在辩经法会结束后授予11位藏传佛教高僧“拓然巴”高级学衔，此为新型的藏传佛教最高学衔。
西黄寺为中共中央统战部管理，长期不接纳游客参观。2018年，辟为西黄寺博物馆，对公众开放。

#### 清净化城塔院的修复
2006年9月22日至2008年8月31日，中国藏语系高级佛学院对西黄寺（即清净化城塔院）进行了21世纪的第一次部分复建和全面修缮工程。其中，复建工程包括复建慧香阁、东西禅房，修缮工程包括修缮天王殿、垂花门、大殿、东西配房、东西配殿、东西碑亭、塔台、御路、庭院、外管线等等。新建及修缮房屋总计110间（其中修缮36间，新建74间）、构筑物3座，总建筑面积3484平方米。
在此次复建修缮工程中，中国藏语系高级佛学院的领导班子坚持“保护重于修缮”的理念。比如，中国藏语系高级佛学院有关负责人发现慧香阁的老台基为清朝乾隆年间的原物，便同文物部门联系，最后使老台基获得保留，西黄寺工程项目组为此在慧香阁前立下一块石碑，碑文称慧香阁是21世纪建筑，但慧香阁的台基为乾隆年间的原物。又如，在大殿的修缮过程中，出土了乾隆四十五年（1780年）西黄寺大殿的原有地基基础以及土衬石，说明现存大殿并非乾隆年间原物，故中国藏语系高级佛学院就地对原有地基基础和土衬石进行了遗址保护。
修缮论证期间，专业人员多次提出恢复慧香阁的历史原貌，但因慧香阁为全木结构，修缮资金落实困难，慧香阁复建计划暂遭搁置。2006年11月，全国政协副主席、中共中央统战部部长刘延东到西黄寺施工现场视察时表示：“既然叫慧香阁，阁就应该是两层。况且历史上就是两层，我们应该恢复慧香阁的历史原貌。”由此，慧香阁复建并恢复了历史原貌。
此次修缮由国家拨款，此外香港新鸿基地产郭氏基金会还为此进行了捐款。

## 建筑
西黄寺的主体建筑包括两个部分，分别为东侧的“逹赖喇嘛庙”、西侧的“清净化城塔院”。
- 山门
- 天王殿
- 大雄宝殿（大殿）
- 垂花门
- 清净化城塔
- 慧香阁

### 逹赖喇嘛庙
逹赖喇嘛庙（又称“汇宗梵宇”）的主要建筑有山门、大雄宝殿、都纲殿、达赖楼。
- 山门：[13]
- 大雄宝殿：供奉释迦牟尼。[13]
- 都纲殿：供讲经说法用。[13]
- 逹赖楼：供逹赖喇嘛起居用。[13]

### 清净化城塔院
清净化城塔院的主要建筑有山门、天王殿、大殿、清净化城塔、慧香阁。
- 山门
- 天王殿：顶覆琉璃瓦。
- 大殿：顶覆琉璃瓦。
- 清净化城塔
- 慧香阁：中华民国时期，西黄寺成为国民党军队的军营及仓库，慧香阁毁于一次弹药库爆炸。1950年代初，北京市的有关部门在慧香阁的原址上建起了一层平房，建筑十分简陋。2006年，慧香阁按照历史原貌进行了复建。[6]
- 阳光楼：位于慧香阁以北。2006年至2008年新建的藏式风格的办公教学楼。[14]

#### 清净化城塔
清净化城塔，俗称“班禅塔”，是一座金刚宝座式塔。清净化城塔建筑群由牌坊、护塔兽、塔以及东、西碑亭组成。
“清净化城”源于佛教术语。《俱舍论》称：“远离一切恶行烦恼垢，故名为清净。”《探玄记》称：“三业（身、语、意）无过为清净。”密宗则以无贪等垢、具一切无垢光明为清净。“化城”是佛为化导众生成佛而变化的城池，典出《妙法莲华经·化城喻品》。据此，“清净化城”即指远离一切烦恼、尘垢，能接引众生成佛之所。
该塔前后（即南、北两侧）各有一座汉白玉牌坊，为仿木结构，四柱三楼庑殿顶，檐下施斗拱。额枋上有“二龙戏珠”图，下有“二凤腾云”图，寓意“龙凤呈祥”。牌坊上刻有藏文经咒以及“八瑞相”图案。牌坊正反两面均刻有对联，为乾隆帝御笔。石柱及抱框为整石雕成，柱角雕有莲花和念珠。穿过塔前牌坊的中门，有石阶直达金刚宝座之上。在石阶两侧各有一尊汉白玉的护塔兽，为蹲坐雕像。
该塔由5座塔构成，其中中央一座为主塔，四角各有一座经幢。5座塔均建在汉白玉金刚宝座上。
- 金刚宝座：金刚宝座高约3米多，四周共有12个直角。座上四周设有汉白玉护栏，座面上建有五塔。[1]
- 主塔：整个主塔高约20多米，连同金刚宝座一起，整塔高24.82米。[15]主塔为藏式覆钵式塔，由基座（须弥座）、塔阶、宝瓶、塔刹、塔顶宝莲组成。
  - 须弥座：金刚宝座之上的主塔塔基为八角形须弥座。须弥座底层为塔台，依塔势呈八角形，八面外侧均雕有凤凰以及莲花图案。塔台台面之上雕有花纹和“卍”字。须弥座底层刻有卷草、莲瓣、云彩、蝙蝠等纹饰。须弥座正座呈八角形，每个角各刻有一尊力士，赤背赤足，呈半蹲姿势，双手向上托举，孔武有力。力士在藏传佛教中属于“六灵捧座”之一，佛经上称，共有6种灵物捧举诸佛宝座，称作“捧座”，即雄狮、大象、宝马、孔雀、共命鸟、力士。须弥座的八面各雕有一幅佛本生故事图，刻画了释迦牟尼自降生至圆寂的重要活动，图中既有神人、罗汉、佛门弟子，又有宫殿、山石、树林，雕刻精美，画面呼应配合，连为一体，是不可多得的艺术杰作。[1][15]
  - 塔阶：须弥座之上为塔阶。[15]
  - 宝瓶：塔阶之上为宝瓶，也称塔瓶。宝瓶正面有一佛龛，内供三世佛。宝瓶四周雕刻有巨大的“八大菩萨”立像，自左至右依次为文殊菩萨、金刚手菩萨、观世音菩萨、地藏菩萨、除盖障菩萨、虚空藏菩萨、弥勒菩萨、普贤菩萨。
  - 塔刹：宝瓶之上为塔刹，造型为圆形十三相轮，意为法轮，底大上小，层层上拱至塔顶。两侧有云纹垂带飘垂。[1][15]
  - 塔顶宝莲：最上面的塔顶饰以镏金铜莲花。其上为上小下大的两个珠状物，像两朵花苞，称为宝莲，象征佛法清净无染。内藏佛经。[1][15]
- 经幢：主塔四角的4座经幢式塔，其造型、装饰相同，均为八角密檐塔，高7米，各分五层，每层供有八座佛像。塔身分别阴刻有汉文经咒，其中西南小塔刻《千手千眼无碍大悲心大哈达喇呢神章妙名》、西北小塔刻《佛说药师如来本愿经》、东北小塔刻《金刚般若波罗密经》、东南小塔刻《楞严大哈达喇呢咒》。[1][15]

清净化城塔前东、西两侧各有碑亭一座，均为黄琉璃瓦重檐歇山顶，亭内各有石碑一通。东碑亭内的石碑立于龟蚨之上，盘龙碑首刻有“皇帝谕”三个字，石碑上刻有乾隆帝于乾隆四十七年（1782年）御笔所书《清净化城塔记》，分别用汉文、藏文、满文、蒙古文书写，记述建塔原委。西碑亭内的石碑上刻有《写寿班禅圣僧并赞》，分别用汉文、藏文书写，下面有一幅线刻的《祈寿长椿图》，图中主要描绘了一株苍劲挺拔的玉兰，《写寿班禅圣僧并赞》及《祈寿长椿图》均为乾隆帝在六世班禅病重时亲手绘写。